# التسلسل الزمني لمدينة حمص
فيما يلي التسلسلٌ الزمنيّ لتاريخ مدينة حمص في سوريا حتى القرن الحادي والعشرين.

## التسلسل الزمني لتاريخ مدينة حمص

### حتى القرن السابع الميلادي
- الألفية الثالثة قبل الميلاد: بناء قلعة حمص. وقد حدد بعض الباحثين في الدراسات التوراتية المدينة باسم «حمات صوبة» المذكورة في العهد القديم.[1][2]

- 732 ق.م: خضعت المدينة لسيطرة الآشوريين خلال الحرب السورية-الإفرايمية.
- 540 ق.م (تقديريًا): أصبحت حمص تحت حكم الإمبراطورية الأخمينية الفارسية.
- 64 ق.م: تأكد حكم أسرة شمسيغرام العربية كملوك تابعين للإمبراطورية الرومانية.
- 50 م: تدشين كنيسة السيدة العذراء لحزامها المقدّس.
- 432 م: تدشين كنيسة مار إليان.

### من القرن السابع حتى القرن التاسع عشر
- 636: حصار حمص؛ استولى عليها جيش الخلافة الراشدة.
- 750: استولى العباسيون على المدينة.
- 855: اندلاع ثورة من السكان المسيحيين بسبب فرض ضرائب إضافية في عهد الخليفة المتوكل.[3]
- 891: ذكر اليعقوبي أن حمص تقع على نهر عريض (نهر العاصي) يُستخدم كمصدر لمياه الشرب للسكان.
- 944: استولى الحمدانيون على المدينة.
- 975: سيطر عليها البيزنطيون بقيادة الإمبراطور يوحنا تزيميسكيس.
- 1090: احتلها السلاجقة بقيادة آق سنقر الحاجب.
- 1149: استولى عليها الزنكيون القادمون من الموصل بقيادة نور الدين زنكي.
- 1154: وصف الإدريسي المدينة بأنها «كثيفة السكان، تحتوي على أسواق مفتوحة، ويقصدها المسافرون بكثرة، وسكانها لطفاء والمعيشة بينهم سهلة، ونساؤها جميلات ويشتهرن ببشرة ناعمة».
- 1164: أصبحت حمص إقطاعًا لأسد الدين شيركوه، الذي عُرف لاحقًا بـ «أمير حمص».
- 1175: استولى صلاح الدين الأيوبي على المدينة.
- 1225: ذكر ياقوت الحموي أن حمص مدينة كبيرة ومشهورة ومحاطة بالأسوار، وتضم قلعة قوية على تلة جنوبي المدينة.
- 1355: زارها ابن بطوطة، وذكر أنها تضم أشجارًا جميلة وأسواقًا جيدة.
- 1400: دخلها تيمورلنك، لكنه لم يدمرها كما فعل بحلب وحماة ودمشق، بسبب توسط رجل يُدعى "عمرو بن الروّاس" قدّم له الهدايا الثمينة لحماية المدينة.
- 1510: أرسل الحاكم العثماني لدمشق الفضل بن نعير لنهب أسواق المدينة.[4]
- 1516: أصبحت تحت حكم العثمانيين.
- 1549: أُنشئ سنجق حمص كجزء من إيالة حلب العثمانية.
- 1579: أصبحت تابعة لإيالة طرابلس العثمانية.
- 1785: كتب الرحالة الفرنسي فولني عن أهمية المدينة التاريخية، ووصف حالتها آنذاك بـ "البائسة".
- 1832–1840: احتلتها قوات محمد علي باشا بقيادة إبراهيم باشا.[5][6]

- 1855: تأسست المدرسة الإنجيلية الوطنية على يد مبشرين أمريكيين.

- ستينيات القرن التاسع عشر: ثار سكان المدينة ضد الحكم المصري، فقُمعت الثورة ودُمّرت القلعة، وعادت السيطرة العثمانية بعد ذلك.
- 1864: أُلحقت حمص بولاية سوريا العثمانية.
- سبعينيات القرن التاسع عشر: ازدادت أهمية حمص الاقتصادية مجددًا خلال الكساد العالمي، وازدهرت صناعة القطن فيها. وقد وصفها قنصل بريطاني بأنها «مانشستر سوريا».[4]
- 1887: تأسست مدرسة الغسانية الأرثوذكسية.[7]

### القرن العشرون
- 1907: عدد السكان التقديري: 65,000 نسمة.[2]
- 1908–1913: تدشين مسجد خالد بن الوليد.
- 1918: استولى الجيش البريطاني على المدينة في أكتوبر، وأصبحت لاحقًا جزءًا من الانتداب الفرنسي على سوريا.
- 1922: تأسيس الطابق الأرضي من متحف حمص، واكتملت الطوابق الأخرى في 1949 و1963.
- 1925: شاركت المدينة في الثورة السورية الكبرى ضد الاحتلال الفرنسي.
- 1928: تأسيس نادي الكرامة الرياضي.

- ثلاثينيات القرن العشرين: تم إنشاء خط أنابيب نفط بين طرابلس وكركوك يمر في حمص، على امتداد طريق القوافل القديمة بين تدمر والساحل/ بُني برج الساعة الشهير في المدينة بإشراف سلطات الانتداب الفرنسي.

- 1932: نقل الفرنسيون أكاديميتهم العسكرية من دمشق إلى حمص، لتُفتتح رسميًا في العام التالي باسم الأكاديمية العسكرية في حمص، والتي ظلت المؤسسة العسكرية الوحيدة في سوريا حتى عام 1967.
- 1937: تأسيس نادي الوثبة الرياضي.
- 1959: بُنيت مصفاة لتكرير النفط للاستخدام المحلي. وقد قُصفت هذه المنشأة من قِبل سلاح الجو الإسرائيلي خلال حرب تشرين عام 1973.[8]

- 1960: افتتاح ملعب خالد بن الوليد / التعداد التقديري للسكان: 136,000 نسمة.[9]

- 1973: تأسيس مسرح دار الثقافة.[10]
- 1974: افتتاح متحف حمص.[11]
- 1979: تأسيس جامعة البعث.
- 1981: التعداد التقديري للسكان: 346,871 نسمة.[12]
- 1994: التعداد التقديري للسكان: 540,133 نسمة.[13]
- 2000: افتتاح ملعب باسل الأسد بسعة 25,000 متفرج.[14]

### القرن الحادي والعشرون
- 2004: التعداد التقديري للسكان: 652,609 نسمة.[15]
- 2008: التعداد التقديري للسكان: 1,667,000 نسمة.[16]
- 6 أيار 2011 – 9 أيار 2014: حصار حمص؛ استعادت القوات الحكومية السيطرة على المدينة.[17]
- 2024: استولت قوات المعارضة السورية على المدينة خلال هجوم واسع في أوائل كانون الأول.[18]